# Municipio de Melrose (Míchigan)
El municipio de Melrose (en inglés: Melrose Township) es un municipio ubicado en el condado de Charlevoix en el estado estadounidense de Míchigan. En el año 2010 tenía una población de 1403 habitantes y una densidad poblacional de 15,48 personas por km².

## Geografía
El municipio de Melrose se encuentra ubicado en las coordenadas 45°14′24″N 84°54′52″O / 45.24000, -84.91444. Según la Oficina del Censo de los Estados Unidos, el municipio tiene una superficie total de 90.64 km², de la cual 85.41 km² corresponden a tierra firme y (5.77%) 5.23 km² es agua.

## Demografía
Según el censo de 2010, había 1403 personas residiendo en el municipio de Melrose. La densidad de población era de 15,48 hab./km². De los 1403 habitantes, el municipio de Melrose estaba compuesto por el 96.15% blancos, el 0.29% eran afroamericanos, el 0.78% eran amerindios, el 0.43% eran asiáticos, el 0.07% eran isleños del Pacífico, el 0.14% eran de otras razas y el 2.14% pertenecían a dos o más razas. Del total de la población el 1.85% eran hispanos o latinos de cualquier raza.